# David Robinson (musique)
 (novembre 2015).
Si vous disposez d'ouvrages ou d'articles de référence ou si vous connaissez des sites web de qualité traitant du thème abordé ici, merci de compléter l'article en donnant les références utiles à sa vérifiabilité et en les liant à la section « Notes et références ».
Pour les articles homonymes, voir David Robinson et Robinson.
David Robinson, né le 2 avril 1950 à Malden, dans le Massachusetts, était un batteur américain membre des Modern Lovers et des Cars.  Il a aussi été figurant dans divers films. 

## Biographie
Né à Malden, Massachusetts, Robinson a fréquenté la Woburn Memorial High School. De 1970 à 1973, il était membre du groupe The Modern Lovers dont leur seul album a été publié après leur séparation en 1976, et certains titres ont été produits par John Cale. Par la suite il a rejoint The Cars en 1976, c'est lui quia proposé le nom du groupe et est crédité de la conception des pochettes des albums. Il était membre de DMZ lorsqu'il lorsqu'il a quitté pour joindre The Cars. Après la dissolution du groupe, Robinson se retira de l'industrie musicale et dirigea un restaurant. Il a été figurant dans plusieurs films, dont Fais comme chez toi ! (Housesitter) en 1992 ! et La Chasse aux sorcières (The Crucible) en 1996. En 2010, Robinson a retrouvé les membres originaux survivants des Cars pour enregistrer leur premier album en 24 ans, intitulé Move Like This. Il a dû réapprendre à jouer de la batterie puisque (mis à part le brouillage libre sur les congas) il avait arrêté de jouer en 1987 à la suite de la séparation du groupe. Après avoir terminé le dernier albums des Cars, Robinson a déclaré qu'il serait intéressé à travailler sur davantage d'albums studio.
Depuis août 2018, David dirige une galerie d'art à Rockport, dans le Massachusetts, où il vend des bijoux qu'il fabrique lui-même. En 2020, Robinson est apparu dans un épisode de Chasing Classic Cars où sa voiture sport italienne De Tomaso Mangusta de 1969 a été restaurée.

## Discographie

### The Modern Lovers
- 1976 : The Modern Lovers (album sorti en 1976, après la dissolution du groupe)

### The Cars
Albums studio
- 1978 : The Cars
- 1979 : Candy-O
- 1980 : Panorama
- 1981 : Shake It Up
- 1984 : Heartbeat City
- 1987 : Door To Door
- 2011 : Move Like This

Compilation
- 1985 : Greatest Hits (Compilation)

## Filmographie
- 1992 : Fais comme chez toi !
- 1996 : La Chasse aux sorcières